# Czariwne (obwód zaporoski)
Czariwne (ukr. Чарівне) – wieś na Ukrainie, w obwodzie zaporoskim, w rejonie połohowskim. W 2001 liczyła 126 mieszkańców.